# Вячеслав Ярополкович
В'ячесла́в Яропо́лчич (? — 13 грудня 1104 р.) — Берестейський князь, молодший син короля Руси Ярополка Ізяславича. Мав уділ в Турівській землі.

## Життєпис
Рік народження невідомий. Коли 1086 року помер його батько король Руси Ярополк Ізяславич, В'ячеслав Ярополчич був занадто малий, щоб отримати княжий уділ.
1097 році В'ячеслав виступав на боці князя Святополка Ізяславича у війні за великокняжий Київський престол проти Давида Ігоровича та Ростиславичів. 
Після смерті (вбивства) свого старшого брата Ярослава Ярополковича, бл. 1102 року В'ячеслав посів Берестейський уділ. 
1103 року брав участь у поході на половців. Помер (був убитий) 13 грудня 1104 року в Києві.
Про його дружину та дітей відомості не збереглись.